# Tlicho (langue)
Le tlicho, aussi écrit tłı̨chǫ, aussi appelé flanc-de-chien ou encore dogrib (autonyme : Tłı̨chǫ Yatıì) est une langue athapascane septentrionale parlée par les Tlichos, dans les Territoires du Nord-Ouest, au Canada.
Selon Statistique Canada, en 2016, environ 1 735 personnes parlent le tlicho. Le recensement de 2021 indique que le tlicho est la langue maternelle de 1 735 personnes.
La région linguistique couvre la côte nord du Grand Lac des Esclaves, atteignant presque le grand lac de l'Ours. Behchokǫ̀ est la plus grande communauté de la région tlicho.
Le tlicho est une des langues officielles des Territoires du Nord-Ouest,.

## Écriture
| Majuscules | Ɂ  | A  | B   | CH  | CH’ | D | DL | DZ | E | G  | GH | GW | H | I  | J |
| Minuscules | ɂ  | a  | b   | ch  | ch’ | d | dl | dz | e | g  | gh | gw | h | ı  | j |
| Majuscules | K  | K’ | KW  | KW’ | L   | Ł | M  | MB | N | ND | O  | R  | S | SH | T |
| Minuscules | k  | k’ | kw  | kw’ | l   | ł | m  | mb | n | nd | o  | r  | s | sh | t |
| Majuscules | T’ | TŁ | TŁ’ | TS  | TS’ | W | WH | X  | Y | Z  | ZH |    |   |    |   |
| Minuscules | t’ | tł | tł’ | ts  | ts’ | w | wh | x  | y | z  | zh |    |   |    |   |

La nasalisation d'une voyelle est indiquée avec un ogonek sous la lettre de la voyelle : ‹ ą, ę, ı̨, ǫ ›. Le ton bas est indiqué à l’aide d'un accent grave sur la lettre de la voyelle : ‹ à, è, ı̀, ò, ą̀, ę̀, ı̨̀, ǫ̀ ›.

## Grammaire
Le tlicho est une langue polysynthétique.

### Syntaxe
L'ordre des composants d'une phrase est normalement du type sujet-objet-verbe.

## Statut et officialité
Le tlicho est une des onze langues officielles des Territoires du Nord-Ouest, les autres étant l'anglais, le français, le cri, le chipewyan, le gwich’in, l'inuktitut, l'inuvialuktun, l'inuinnaqtun et l'esclave du Nord et l'esclave du Sud.
C'est aussi une des deux langues officielles du gouvernement Tlicho, avec l'anglais.